# Grå påfuglefasan
Grå påfuglefasan (latin: Polyplectron bicalcaratum) er en fasanfugl, der lever i det sydøstlige Asien. Det er Burmas nationalfugl.